# Teatro dell'Archivolto

Il Teatro dell'Archivolto in scena nel 2001 con lo spettacolo "Matilda e gli adulti cattivi". Al centro l'attrice Beatrice Schiros

Il Teatro dell'Archivolto è stata una compagnia teatrale italiana con sede a Genova. È stata attiva dal 1986 al 2017, unendosi nel 2018 al Teatro Stabile di Genova.

## Storia
Le origini del Teatro dell'Archivolto risalgono al 1976, per opera di un gruppo di giovani, Oriano Rigato, Eugenio Buonaccorsi e Mario Menini, con l'obiettivo di mettere in scena attività teatrali d'avanguardia, alternative rispetto ai repertori tradizionali. Il gruppo ottenne in affitto il quattrocentesco refettorio delle monache dello scomparso convento di santa Brigida, in via Famagosta, alle spalle di via Balbi, nel centro storico di Genova. Il locale, che dopo l'allontanamento delle monache nel 1797 aveva avuto per quasi due secoli varie destinazioni d'uso, versava in cattivo stato di manutenzione e venne risistemato e adattato a teatro. Il teatro prese il nome da un archivolto, appartenente all'antico complesso monastico, che era sopravvissuto alle vicissitudini dell'edificio, e attraverso il quale si accedeva al locale.
La prima rappresentazione andata in scena fu Le nozze dei piccolo borghesi di Bertolt Brecht, diretto da Marco Parodi. In quella prima stagione ebbero successo una rivisitazione de Il borghese gentiluomo di Molière, diretto e interpretato da Carlo Cecchi e il monologo Sta per venire la rivoluzione e non ho niente da mettermi di Livia Cerini e Umberto Simonetta. Con la successiva stagione, il Teatro dell'Archivolto diveniva una vera e propria compagnia teatrale.
Nel 1985 il nucleo originario del Teatro dell'Archivolto si sciolse ma la compagnia venne rifondata l'anno successivo da Pina Rando, che ne assunse la direzione, con Giorgio Gallione come regista. In effetti vennero formate due distinte compagnie: una, costituita dai Broncoviz, quintetto comico specializzato nella satira e nella parodia, formato da giovani attori che si sarebbero in seguito affermati in campo nazionale (Marcello Cesena, Maurizio Crozza, Ugo Dighero, Mauro Pirovano e Carla Signoris); la seconda, impegnata in spettacoli rivolti ai più giovani, era inizialmente formata da Gabriella Picciau e Giorgio Scaramuzzino.
Nella seconda metà degli anni 1990 la compagnia restaurò lo storico Teatro Gustavo Modena di Sampierdarena, unica sala ottocentesca sopravvissuta a Genova, chiuso da alcuni anni, facendone la propria sede, inaugurata il 31 ottobre 1997 con lo spettacolo Snaporaz Fellini di Giorgio Gallione, omaggio a Federico Fellini. Dal 2001 la compagnia assume la gestione anche dell'adiacente Sala Mercato, costruita nell'edificio che aveva ospitato il mercato dell'allora comune di Sampierdarena.
Ha svolto un'attività drammaturgica di 40 anni con più di cento spettacoli, convegni e rassegne. Nel 2018 il Teatro dell'Archivolto si è unito al Teatro Stabile di Genova e insieme hanno dato vita al Teatro di Genova, che ad aprile 2018 è divenuto Teatro Nazionale di Genova, per decisione del Ministero per i Beni e le Attività Culturali.